# Acanthistius
Az Acanthistius a sugarasúszójú halak (Actinopterygii) osztályának sügéralakúak (Perciformes) rendjébe, ezen belül a fűrészfogú sügérfélék (Serranidae) családjába tartozó nem.

## Rendszerezés
A nembe az alábbi 11 faj tartozik:
- argentin tengeri sügér (Acanthistius brasilianus) (Cuvier, 1828)
- Acanthistius cinctus (Günther, 1859)
- Acanthistius fuscus Regan, 1913
- Acanthistius joanae Heemstra, 2010
- Acanthistius ocellatus (Günther, 1859)
- Acanthistius pardalotus Hutchins, 1981
- Acanthistius patachonicus (Jenyns, 1840)
- Acanthistius paxtoni Hutchins & Kuiter, 1982
- Acanthistius pictus (Tschudi, 1846)
- Acanthistius sebastoides (Castelnau, 1861)
- Acanthistius serratus (Cuvier, 1828)